# Marllon Borges
Marllon Gonçalves Jerônimo Borges, meglio noto come Marllon Borges o Marllon (Rio de Janeiro, 16 aprile 1992), è un calciatore brasiliano, difensore del Ceará.

## Caratteristiche tecniche
È un difensore centrale.

## Carriera
Cresciuto nelle giovanili del Flamengo, ha esordito in prima squadra il 21 gennaio 2012 in occasione del match del Campionato Carioca vinto 4-0 contro il Bonsucesso.

## Palmarès

### Club

#### Competizioni nazionali
- Campeonato Brasileiro Série B: 1

Atletico Goianiense: 2016

#### Competizioni statali
- Campeonato Paulista: 2

Corinthians: 2018, 2019
- Campionato Mato-Grossense: 4

Cuiaba: 2021, 2022, 2023, 2024
- Campeonato Cearense: 1

Ceara: 2025